# Mai 1980
Portal Geschichte | Portal Biografien | Aktuelle Ereignisse | Jahreskalender | Tagesartikel

◄ |
19. Jahrhundert |
20. Jahrhundert
| 21. Jahrhundert

◄ |
1950er |
1960er |
1970er |
1980er
| 1990er | 2000er | 2010er | ►

◄ |
1976 |
1977 |
1978 |
1979 |
1980
| 1981 | 1982 | 1983 | 1984 | ►

◄ |
Februar 1980 |
März 1980 |
April 1980 |
Mai 1980 |
Juni 1980 |
Juli 1980 |
August 1980 |
►
Dieser Artikel behandelt aktuelle Nachrichten und Ereignisse im Mai 1980.

## Tagesgeschehen

### Samstag, 3. Mai 1980

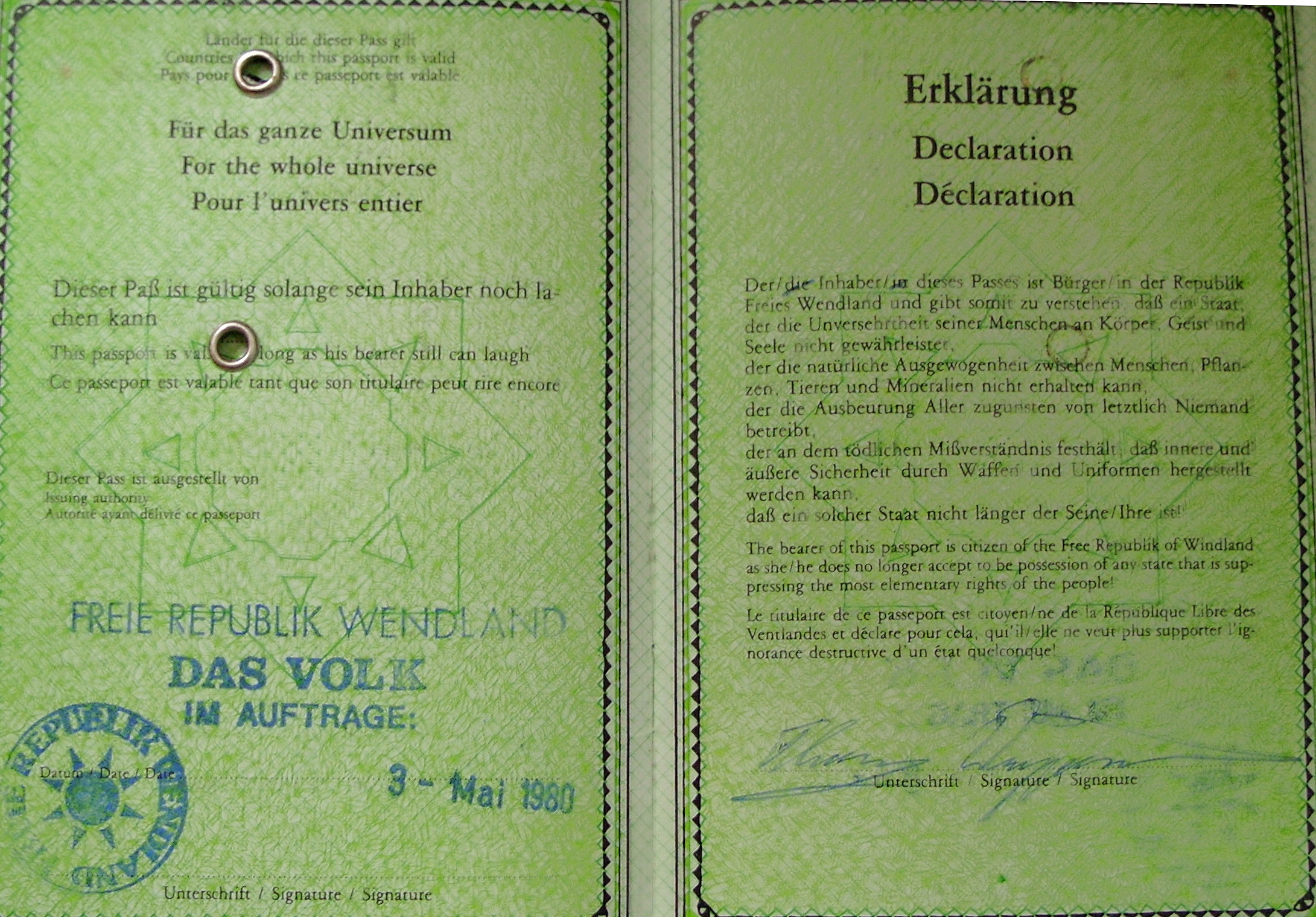
Wendlandpass

- Gorleben/Deutschland: Hunderte Atomkraftgegner besetzen die für die Suche nach einem geeigneten Endlager für radioaktive Abfälle angelegte Bohrstelle 1004. Die Aktivisten nennen ihr Camp „Republik Freies Wendland“ und unterstreichen die angestrebte Dauerhaftigkeit ihrer Besetzung mit der Ausgabe von „Bürgerpässen“.[1]

### Sonntag, 4. Mai 1980
- Belgrad/Jugoslawien: Durch den heutigen Tod des Staatsgründers Josip Broz Tito rückt Lazar Koliševski (Bund der Kommunisten) an die Spitze des kollektiven Staatsoberhaupts der Republik. Tito war die politische Führungsperson des Landes seit dem Jahr 1944, in dem der Antifaschistische Rat der Nationalen Befreiung die Kontrolle über Jugoslawien übernahm.[2]

### Dienstag, 6. Mai 1980

Bremen, Deutschland

- Bremen/Deutschland: Während der öffentlichen Vereidigung von 1.200 Rekruten der Bundeswehr im Weserstadion gelingt einem Teil der rund 8.000 Menschen, die nach einem Aufruf der Jusos gegen die Bundeswehr und das Militärbündnis NATO demonstrieren, beinahe der Durchbruch durch die Tore des Stadions. Nachdem einige Demonstranten die Polizei angreifen, entwickeln sich Krawalle, bei denen rund 300 Personen verletzt werden.[3]

### Donnerstag, 8. Mai 1980
- Belgrad/Jugoslawien: Etwa zwei Millionen Menschen nehmen in den Straßen der Stadt Abschied von dem vier Tage zuvor verstorbenen Staatsoberhaupt Josip Broz Tito. Da die Einheit Jugoslawiens eng mit der Person Tito verknüpft war, mischt sich laut Medienberichten in die Trauer vieler Menschen auch Sorge über die Zukunft der Republik.[4]

### Samstag, 10. Mai 1980
- Berlin/Deutschland: Der Titelverteidiger Berliner FC Dynamo ist nach einem 1:0-Sieg gegen die SG Dynamo Dresden Meister der Fußball-Oberliga der DDR 1980.[5]

### Sonntag, 11. Mai 1980
- Düsseldorf/Deutschland: Aus der Landtagswahl in Nordrhein-Westfalen geht die SPD mit Ministerpräsident Johannes Rau als stärkste Kraft hervor und erreicht erstmals die absolute Mehrheit der Mandate. Die CDU mit Spitzenkandidat Kurt Biedenkopf schafft als einzige weitere Partei den Sprung über die Fünf-Prozent-Hürde.[6]

### Mittwoch, 14. Mai 1980
- Brüssel/Belgien: Der Valencia CF gewinnt den Fußball-Europapokal der Pokalsieger durch einen 5:4-Finalsieg nach Elfmeterschießen gegen den Arsenal FC aus London.[7]

### Donnerstag, 15. Mai 1980
- Belgrad/Jugoslawien: Cvijetin Mijatović vom Bund der Kommunisten löst seinen Parteikollegen Lazar Koliševski nach elf Tagen als Vorsitzender des Präsidiums der SFR Jugoslawien ab und wird neues Staatsoberhaupt der Republik.[8]

### Freitag, 16. Mai 1980
- Deutschland, Mali: Der Investitionsschutzvertrag zwischen beiden Staaten tritt in Kraft.[9]

### Samstag, 17. Mai 1980
- Berlin/Deutschland: Im Finale des Fußballvereinspokals der DDR der Männer besiegt der FC Carl Zeiss Jena den FC Rot-Weiß Erfurt mit 3:1 nach Verlängerung.[10]
- Linz/Österreich: Der FK Austria Wien steht trotz einer 0:4-Niederlage beim SK VOEST Linz vorzeitig als Österreichischer Fußballmeister 1980 fest.[11]

### Sonntag, 18. Mai 1980

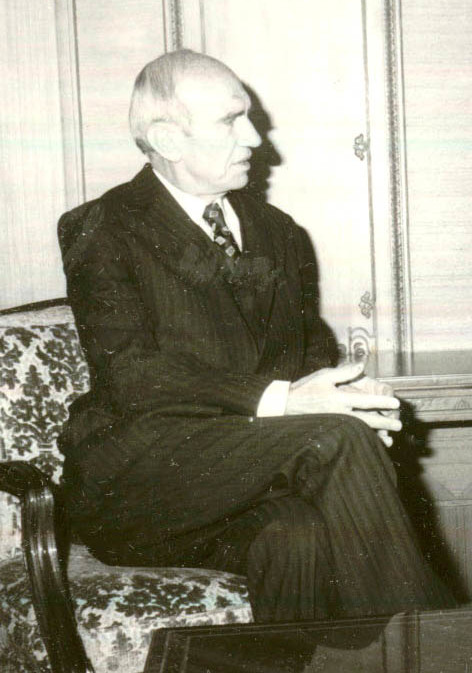
Rudolf Kirchschläger

- Jerusalem/Israel: Der Botschafter Ägyptens überreicht Ministerpräsident Menachem Begin die Nachricht, dass der ägyptische Präsident Anwar as-Sadat nicht mehr an den Gesprächen über eine Autonomie der Palästinenser in den israelisch besetzten Gebieten teilnehmen wird, da seine Forderung nach einem Ende der israelischen Siedlungspolitik kein Gehör findet. In dieser Frage steht as-Sadat an der Seite der Vereinigten Staaten, die den Friedensprozess im Nahen Osten ernsthaft bedroht sehen, weil immer neue Siedlungen von Israelis in den besetzten Gebieten angelegt werden.[12]
- Wien/Österreich: Der erste Wahlgang der Bundespräsidentenwahl erbringt eine Zustimmung von knapp 80 % der teilnehmenden Stimmberechtigten für Amtsinhaber Rudolf Kirchschläger. Somit ist ein zweiter Wahlgang nicht notwendig und Kirchschläger, der als gemeinsamer Kandidat von SPÖ und ÖVP antrat, bleibt voraussichtlich bis 1986 österreichisches Staatsoberhaupt.[13]

### Montag, 19. Mai 1980
- Berlin/Deutschland: In der jugendfreien Fernsehsendung ZDF-Hitparade singt Mike Krüger: „Sie müssen nur den Nippel durch die Lasche ziehen.“ Der Text macht ihn schlagartig im deutschen Sprachraum bekannt.[14]

### Dienstag, 20. Mai 1980
- Montreal/Kanada: Die Regierung der Provinz Québec lässt die Bevölkerung darüber abstimmen, ob die Provinz das Recht erhalten soll, unabhängig von der kanadischen Regierung und vom kanadischen Parlament Gesetze zu erlassen und Steuern zu erheben. 85,6 % der Einwohner nehmen ihr Abstimmungsrecht wahr und 59,6 % der Teilnehmenden lehnen das Begehren ab.[15]

### Mittwoch, 21. Mai 1980
- Frankfurt am Main/Deutschland: Die SG Eintracht Frankfurt gewinnt den Fußball-UEFA-Cup nach einem 1:0 im Final-Rückspiel gegen Borussia Mönchengladbach.[16]
- Saarbrücken/Deutschland: Der Landtag des Saarlandes kommt zusammen, um den neuen Ministerpräsidenten zu wählen. Amtsinhaber Werner Zeyer (CDU) bildete erneut eine Koalition mit der FDP/DPS, aber die Parlamentarier lehnen ihn mit 26 zu 24 Stimmen ab. Mindestens drei Mitglieder der in der Koalition vertretenen Parteien verweigern Zeyer ihre Zustimmung, in den Medien kursiert für sie der Begriff „Heckenschützen“.[17]

### Freitag, 23. Mai 1980
- Cannes/Frankreich: Der Film Hinter dem Rampenlicht des amerikanischen Regisseurs Bob Fosse und der Film Kagemusha – Der Schatten des Kriegers des japanischen Regisseurs Akira Kurosawa werden bei den 33. Internationalen Filmfestspielen mit der Palme d’or ausgezeichnet.[18]
- Saarbrücken/Deutschland: Der Landtag des Saarlandes wählt Werner Zeyer (CDU) im zweiten Wahlgang zum Ministerpräsidenten.[19]

### Samstag, 24. Mai 1980
- Uniondale/Vereinigte Staaten: Der Stanley Cup der nordamerikanischen Eishockey-Profiliga NHL geht in diesem Jahr an die New York Islanders, die das sechste und entscheidende Spiel der Finalserie gegen die Philadelphia Flyers mit 5:4 für sich entscheiden.[20]

### Montag, 26. Mai 1980

Emblem der Sojus 36

- Leninsk/Sowjetunion: Die Mission Sojus 36 bringt mit Bertalan Farkas erstmals einen Ungarn ins Weltall.[21]
- Bern/Schweiz: Der FC Sion gewinnt das Final im Schweizer Cup der Fußballer mit 2:1 gegen den Berner SC Young Boys.[22]

### Dienstag, 27. Mai 1980
- Gwangju/Südkorea: Die Streitkräfte des Landes verüben ein Massaker gegen die verbliebenen Teilnehmer des Aufstands gegen die Militärdiktatur. 20.000 Einsatzkräfte stürmen die Innenstadt, die Zahl der Todesopfer liegt weit über 100, die Vertreter der Demonstranten schätzen die Zahl der Ermordeten auf über 1.000.[23]

### Mittwoch, 28. Mai 1980

Der NDR gehört zu N3

- Berlin/Deutschland: Das Bundesverwaltungsgericht entscheidet, dass die Kündigung des Staatsvertrags mit der öffentlich-rechtlichen Rundfunkanstalt Norddeutscher Rundfunk durch das Land Schleswig-Holstein im Juni 1979 keine Rechtskraft haben kann, da sie nicht fristgerecht erfolgte.[24]
- Madrid/Spanien: Der Nottingham Forest FC gewinnt den Fußball-Europapokal der Landesmeister durch einen 1:0-Finalsieg gegen den Hamburger SV.[25]

### Freitag, 30. Mai 1980
- Zürich/Schweiz: Aus einer Demonstration Jugendlicher vor dem Opernhaus anlässlich der städtischen Ablehnung gegenüber der Gründung eines selbstverwalteten Jugendzentrums heraus entwickeln sich Ausschreitungen, die bis in den nächsten Tag hinein andauern und durch die ein Polizist stirbt. Vor wenigen Jahren untersagte die Hochschule die Nutzung des so genannten „Polyfoyers“ zu Konzertzwecken und seither bietet sich der Alternativbewegung kein größerer preisgünstiger Veranstaltungsraum mehr.[26]

### Samstag, 31. Mai 1980
- München/Deutschland: Der FC Bayern München sichert sich am letzten Spieltag mit einem Sieg gegen Eintracht Braunschweig die Deutsche Fußballmeisterschaft 1980.[27]

## Weblinks

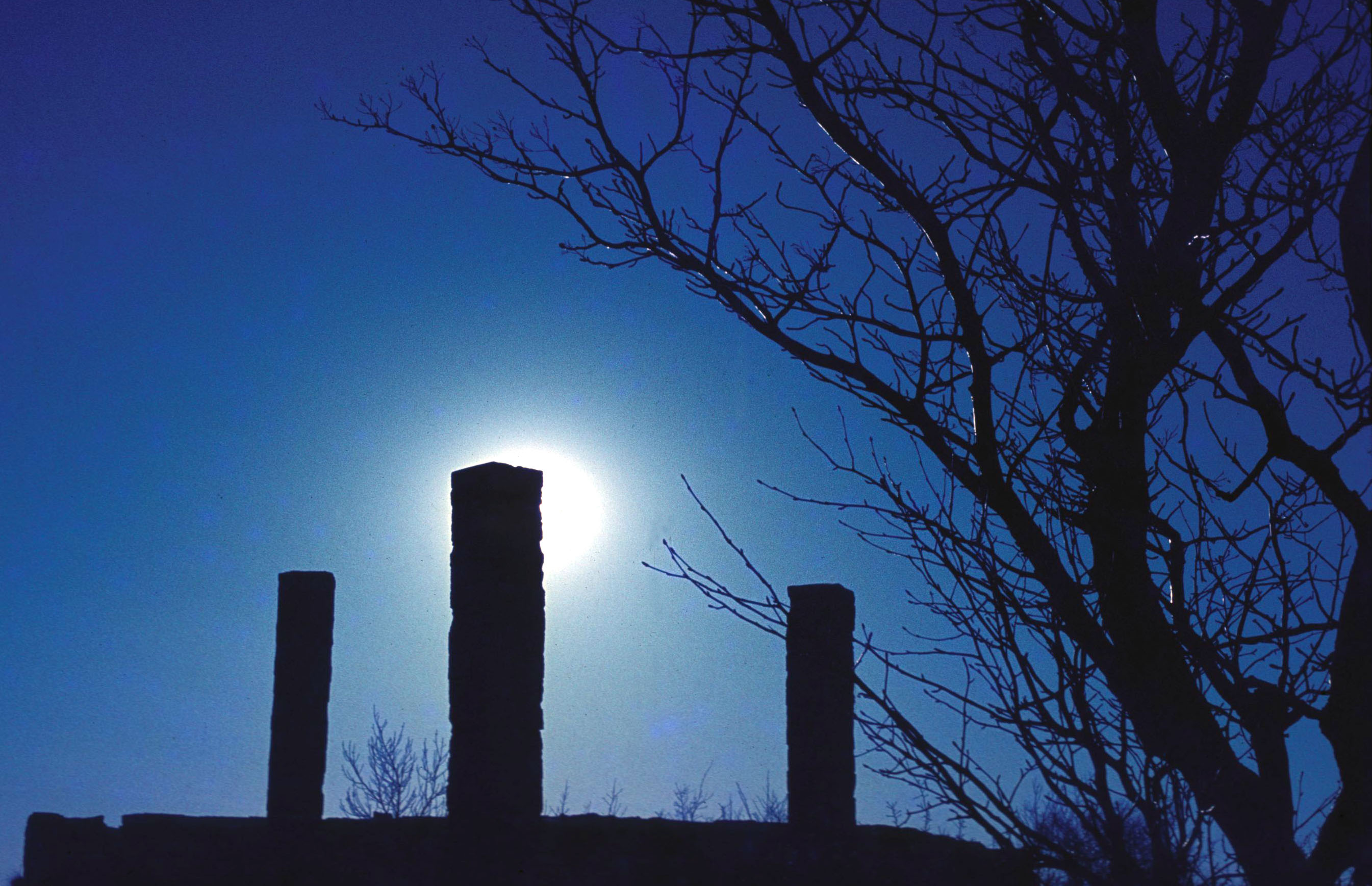
Schweden im Mai 1980